# Большая Култушная
Больша́я Култу́шная — река в Кабанском районе Бурятии. Впадает в залив Посольский сор озера Байкал.
Название образовано от диалектного култук — «полуостров, мыс в излучине реки».

## География
Берёт начало на высоте около 1000 м в горах Хамар-Дабана. Течёт на северо-запад через кедровые и пихтовые леса. Впадает в крайний южный угол залива Посольский сор, образуя небольшую бухту Култук (отсюда название реки), на территории рекреационной местности «Байкальский Прибой — Култушная», неподалёку от остановочного пункта Култушная (ВСЖД) на Транссибирской магистрали.
Длина реки составляет 32 км.
Крупнейшие притоки: Малая Култушная (по данным водного реестра — Малая Култучная), Киса.

## Данные водного реестра
По данным государственного водного реестра России относится к Ангаро-Байкальскому бассейновому округу, водохозяйственный участок реки — Бассейны рек южной части оз. Байкал в междуречье рек Селенга и Ангара. Речной бассейн реки — бассейны малых и средних притоков южной части оз. Байкал.
По данным геоинформационной системы водохозяйственного районирования территории РФ, подготовленной Федеральным агентством водных ресурсов:
- Код водного объекта в государственном водном реестре — 16020000112116300020187
- Код по гидрологической изученности (ГИ) — 116302018
- Код бассейна — 16.02.00.001
- Номер тома по ГИ — 16
- Выпуск по ГИ — 3